# Коррелограммный метод
Коррелограммный метод — один из методов оценки спектральной плотности мощности сигнала.

## Предварительные сведения
Математическое ожидание случайной величины {\displaystyle x(n)} (среднее) есть: {\displaystyle E[x(n)]=\lim _{n\to +\infty }{\frac {1}{2N+1}}\sum \limits _{n=-N}^{N}x_{n}}. Автокорреляционная функция определяется как скалярное произведение сигнала и его копии в функциональной зависимости от переменной величины значения т. н. корреляционного сдвига {\displaystyle m}: {\displaystyle r_{xx}(m)=E[x(n+m)x(n)]}.

## Сущность метода
Согласно теореме Винера-Хинчина автокорреляционная функция и спектральная плотность мощности {\displaystyle S(\omega )} связаны соотношением (преобразованием Фурье): {\displaystyle S(\omega )=T\sum \limits _{m=-\infty }^{+\infty }r_{xx,m}e^{-j\omega mT}}, где {\displaystyle T} — интервал дискретизации. На практике для вычисления спектральной плотности мощности используют ограниченную сумму и некоторую оценку автокорреляционной функции. Например, можно использовать оценку {\displaystyle r_{xx}^{1}={\frac {1}{N-m}}\sum \limits _{n=0}^{N-M-1}x_{n+m}x_{n}}, которая является несмещенной (то есть {\displaystyle E[r_{xx}^{1}]=r_{xx}}). Также можно пользоваться смещенной оценкой: {\displaystyle r_{xx}^{2}={\frac {1}{N}}\sum \limits _{n=0}^{N-M-1}x_{n+m}x_{n}}, математическое ожидание которой {\displaystyle E[r_{xx}^{2}]={\frac {N-m}{N}}r_{xx}}. При наличии оценки (например, несмещенной) автокорреляционной функции для максимально возможного корреляционного сдвига {\displaystyle L}, вычисление спектральной плотности мощности выполняется по формуле: {\displaystyle S_{1}(\omega )=T\sum \limits _{m=-L}^{L}r_{xx,m}^{1}e^{-j\omega mT}}.
Коррелограммный метод дополняется умножением автокорреляционной функции на функцию весового окна {\displaystyle w(m)}:
{\displaystyle S_{1}(\omega )=T\sum \limits _{m=-L}^{L}r_{xx,m}^{1}w_{m}e^{-j\omega mT}}.